# Dominique Louis Antoine Klein
Dominique Louis Antoine Klein (Blâmont, gennaio 1761 – Parigi, 2 novembre 1845) è stato un generale francese, che servì nell'esercito francese durante le guerre napoleoniche.
Proveniente da una ricca famiglia originaria della regione della Meurthe, Dominique Klein da ragazzo prese servizio presso la Maison du Roi, ossia faceva parte del personale preposto al servizio della Casa Reale.
Klein divenne tenente di fanteria nel 1790, quindi fu aiutante-generale in un reggimento di cacciatori a cavallo a Fleurus all'interno dell'Armata del Nord, ove si distinse in modo particolare.

## Biografia

### I primi anni e l'inizio della carriera militare
Louis Klein nacque nel 1761 a Blâmont.
Inizialmente, Klein servì nella guardia del re di Francia come guardia dei cancelli. Lasciò il servizio militare nel 1787. Dopo l'inizio della Rivoluzione Francese, ad ogni modo, rientrò in servizio e nel 1792 divenne tenente dell'Armée du Nord. Il suo reggimento di cavalleria prese parte alla Battaglia di Fleurus.

### Le guerre rivoluzionarie francesi
Dal 1795, Klein venne promosso al rango di generale di brigata nell'Armata della Sambre-et-Meuse, rimpiazzando il generale Michel Ney.
Klein venne nominato generale di divisione nel 1799 ed attraversò il Reno a Kehl con l'Armata del Danubio comandata da Jean-Baptiste Jourdan. Comandò quindi il fianco destro dell'avanguardia sotto il generale François Joseph Lefebvre. Il suo comando incluse il 4º e il 5º reggimento ussari, il 17° dragoni, il 1° cacciatori a cavallo, un reggimento di cavalleggeri, due compagnie di artiglieria a cavallo, una a piedi e una compagnia di zappatori. Nella Battaglia di Ostrach, la cavalleria di Klein aiutò la conquista del villaggio di Hosskirch, un punto strategicamente importante. Dopo la sconfitta dei francesi ad Ostrach e la successiva Battaglia di Stockach, Jourdan ordinò una ritirata generale in direzione della Foresta Nera. La cavalleria di riserva e gran parte della divisione di Klein attraversò i monti e si acquartierò presso Offenburg per foraggiarsi. Jourdan pose quale suo capo dello staff Jean Augustin Ernouf al comando provvisorio e si portò a Parigi per lamentarsi dello stato del suo esercito, degli equipaggiamenti e degli approvvigionamenti. La maggior parte dei generali lasciò il proprio incarico ad eccezione di Pierre Marie Barthélemy Ferino, Joseph Souham, Dominique Vandamme e di Klein. A maggio, Andre Massena ricevette il comando supremo dell'Armata del Danubio e di quella dell'Elvezia; la colonna di Klein si unì a Massena presso Zurigo.
Nel maggio del 1799, Klein guidò una divisione di cavalleria di 2010 uomini nella Battaglia di Winterthur. Alcuni giorni dopo, comandò la cavalleria di riserva contro le truppe dell'arciduca Carlo e l'esercito austriaco nella prima battaglia di Zurigo. Le forze numericamente superiori dell'arciduca costrinsero i francesi alla ritirata verso Zurigo, presso il fiume Limmat. A settembre comandò nuovamente la cavalleria di riserva, l'VIII divisione, composta da 3696 uomini. Fu responsabile della guardia della valle del Frick (Fricktal). Quando si tenne la seconda battaglia di Zurigo il 25 settembre, Klein rimase sotto il comando diretto di Massena. Klein preparò il supporto sia alle truppe di Jean Thomas Guillaume Lorge sia a quelle di Édouard Adolphe Casimir Joseph Mortier, a nord e a sud rispettivamente, come richiestogli. L'assalto austriaco cadde duro su Mortier, che venne respinto verso Dietikon. La riserva di Klein permise ai francesi di mantenere il villaggio. Questo fatto convinse il comandante russo a Zurigo, Alexander Korsakov, a ritirare le sue truppe nelle fortificazioni della città. I russi si ritirarono in seguito a Costanza. Nel caos, la divisione del generale Honoré Théodore Maxime Gazan de la Peyrière, supportata dalla riserva di Klein, pressò le forze di coalizione verso ovest e verso Costanza, nei pressi del ponte dell'abbazia di Petershausen. I francesi furono quasi in grado di catturare Luigi Antonio di Borbone, duca di Enghien. Pur facendo molti prigionieri, i francesi ne risparmiarono molti perché, come aveva assicurato Massena, dovevano essere trattati con dignità ed eventualmente scambiati con altri prigionieri francesi nelle mani di russi e austriaci.
Ritornato in Francia all'indomani della firma della pace di Lunéville nel 1801, Klein rimase inattivo per diversi mesi. Nel 1802 venne richiamato in servizio come ispettore di cavalleria. Ottenne il comando della 1ª divisione di dragoni e nel 1804 venne nominato grand'ufficiale della Legion d'onore.

### Guerre napoleoniche

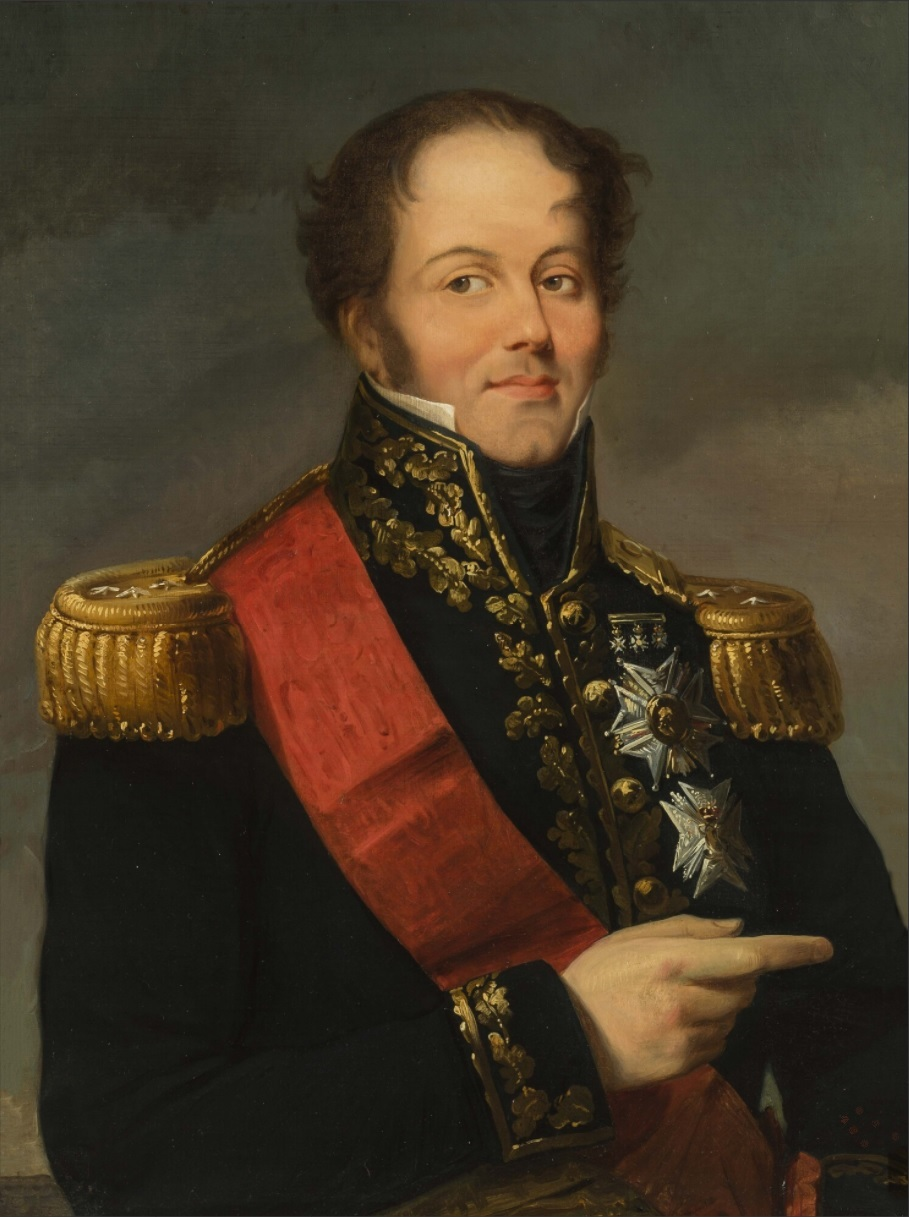
Il generale Klein in un ritratto di Atala Varcollier, castello di Versailles.

Nel 1805, la divisione di Klein divenne parte del nuovo VIII corpo d'armata sottoposto al comando del generale Édouard Mortier; il suo ruolo era quello di assicurare le sponde settentrionali del Danubio, limitando l'attività degli austro-russi. I dragoni di Klein rimasero nell'area mentre il resto della usa divisione si portò dietro quella comandata dal generale Honoré Théodore Maxime Gazan de la Peyrière. La divisione di Klein non prese quindi parte alla battaglia di Dürenstein.
Klein coi suoi uomini prese invece parte alla decisiva sconfitta degli austriaci e dei russi nella battaglia di Austerlitz tre settimane più tardi. Inizialmente, i suoi dragoni vennero assegnati di supporto alla divisione del generale Friant presso il fiume Morava. Il resto dei suoi dragoni rimase presso Stockerau, poco più a ovest di Vienna, e questi, assieme a quelli di Louis-Nicolas Davout, di François Antoine Louis Bourcier e di Marc Antoine Beaumont andarono a costituire un cordone tra Pohořelice e Presburgo, spostandosi così liberamente da ovest a est a seconda delle azioni dell'arciduca Carlo o del comandante russo Kutuzov. I dragoni di Klein's dragoons occuparono interamente la strada tra Austerlitz e Vienna, tagliando ogni possibile ritirata agli austriaci.
Nella guerra della Quarta coalizione, Klein combatté nella Grande Armée sotto il generale Gioacchino Murat. Dopo la Battaglia di Jena-Auerstadt, Klein si attestò con i suoi dragoni presso il villaggio di Weißensee, unica via di fuga verso il generale prussiano Blücher. Blücher rimase sorpreso di trovare Klein nel villaggio, ma lo convinse a un armistizio che infine venne concluso tra la Prussia e Napoleone. Secondo alcuni storici gli uomini di Klein si attestavano sugli 800 cavalieri, mentre Blucher aveva con sé 7000 uomini o addirittura 12.000 secondo altre fonti. Klein, in un impeto di vendetta, recuperò la sua divisione, inseguì ed attaccò Blücher il giorno successivo, conquistando 10 bandiere nemiche e facendo 1000 prigionieri, ma non riuscendo a catturare il generale prussiano.

### Incarichi amministrativi e politici
Dopo la campagna prussiana, Napoleone nominò Klenin al ruolo di governatore del palazzo imperiale e lo tolse de facto dal campo. Nel 1807, Klein venne chiamato in senato. Nel 1808 venne elevato al titolo di conte dell'impero ed ottenne la gran croce dell'Ordine del Leone di Baviera. Nel 1812, venne posto al reclutamento ed alla formazione delle coorti della Guardia Nazionale.
Rimase al senato sino all'aprile del 1814, quando votò per l'abdicazione di Napoleone. Nel 1814, durante la Restaurazione borbonica, venne nominato cavaliere dell'Ordine di San Luigi. Non supportò Napoleone al suo ritorno nei Cento Giorni. Durante la seconda Restaurazione, Luigi XVIII lo ricompensò con la parìa francese.

## Matrimonio e figli
Il 7 gennaio 1783 Klein sposò Marie-Agathe Pierron, con la quale ebbe un figlio Edouard Marie Arsène (1784-1843).
Nel 1808, Klein divorziò da sua moglie col permesso dell'imperatore e il 2 luglio di quello stesso anno si risposò con Caroline de Valangin-Arberg, figlia della contessa d'Arberg, dama di compagnia dell'imperatrice Josephine de Beauharnais. Da questo matrimonio nacque un figlio, Eugene Joseph Napoleon, nel 1813 a Parigi e morto nel 1872.

## Araldica
|  |

|  |